# Steimel (gmina)
Steimel – miejscowość i gmina w zachodnich Niemczech, w kraju związkowym Nadrenia-Palatynat, w powiecie Neuwied, wchodzi w skład gminy związkowej Puderbach. Liczy 1 273 mieszkańców (2009). Należy do jednych z najstarszych miejscowości gminy związkowej. Znana jest z organizowanych od wieków targów i jarmarków - jesiennych Kartoffelmarkt (stąd waga w herbie osady).
Do gminy Steimel przynależą następujące osiedla: Alberthofen, Sensenbach i Weroth. Dlatego do 1967 gmina zwała się Alberthofen.